# Hoekse en Kabeljauwse twisten
Het conflict tussen de Hoeken en Kabeljauwen was een strijd tussen verschillende facties binnen de elite van het graafschap Holland. Adel en steden waren erbij betrokken. De strijd woedde bij tussenpozen vanaf de tweede helft van de 14e eeuw tot het eind van de 15e eeuw. Gebeurtenissen tussen mei en 27 september 1350 hebben geleid tot de eerste fase van de "twisten".

## Oorsprong: overlijden Willem IV
De oorsprong van het conflict lag in het kinderloos overlijden op 26 september 1345 van de 38-jarige graaf Willem IV van Holland tijdens de Slag bij Stavoren. Door de huwelijkspolitiek van zijn vader, graaf Willem III, konden de koningen van Engeland en Frankrijk en de keizer van Duitsland alle drie aanspraak maken op de opvolging. Als opperleenheer beleende keizer Lodewijk IV zijn tweede vrouw Margaretha II van Henegouwen (of Margaretha van Holland), de oudste zuster van Willem IV, op 13 januari 1346 met de graafschappen Holland en Henegouwen.
Willem had er een dure politiek op na gehouden, vooral door zijn vele veldtochten. Om die te financieren verstrekte hij tegen betaling privileges. Hij nam vertegenwoordigers van de steden op in het Hof van Holland. De steden groeiden in deze periode uit tot een belangrijke machtsfactor. Na het overlijden van Willem IV zagen edelen die niet in de raad waren opgenomen, hun kans afnemen om belangrijke posities te bekleden en daarmee inkomsten voor zichzelf op te eisen. In de steden heerste onrust vanwege de zware financiële verplichtingen die men was aangegaan voor Willem IV. Margaretha en haar regent en oom Jan van Beaumont, de jongere broer van Willem III van Holland, konden deze verplichtingen niet voldoende verminderen en slaagden er niet in om de onrust weg te nemen.
In september 1346 werd de dertienjarige Willem V, de vierde zoon van de voormalige keizer en diens tweede vrouw Margaretha, belast met het bestuur over Holland en Zeeland. Gezien zijn leeftijd bleef de macht nog in handen van Jan van Beaumont. Ondertussen was er nog steeds oorlog met de Friese landen en het Sticht Utrecht. Op 5 januari 1349 stelde Margaretha haar zoon aan als graaf en bedong daarbij een uitkering van 15.000 gulden en een jaargeld van 6.000 gulden. De ernstige financiële situatie werd nog verergerd door de eerste uitbraak van builenpest in de Lage Landen (Zwarte Dood). Onder deze omstandigheden wezen de steden en edelen deze uitkeringen af bij hun treffen in het toen nog Hollandse Geertruidenberg in maart 1349. Het gezag van Willem V boette hierdoor fors aan macht in.

## Kabeljauwse Opstand

### Willem V en Margaretha 1350-1352
Een aantal edelen, onder wie Jan I van Egmont en Gerard van Heemskerk, zag als enige uitkomst een opstand die de banden van Willem V met zijn moeder en haar omgeving los zou maken. Wolfert III van Borselen zou deze staatsgreep begin 1350 uit moeten voeren, maar dit werd verhinderd door de terugkeer van Margaretha, waarna Willem V zich aan haar onderwierp in het besef te hebben gefaald. Naarden, bestuurd door Jan van Egmond, werd door Margaretha's leger verwoest (Slag bij Naarden). De opstandige edelen, Jan I van Egmont, Gerard III van Heemskerk, Jan IV van Arkel en Gijsbrecht II van Nijenrode, onder de geuzennaam Kabeljauwen, gaven echter niet op en sloten op 23 mei 1350 de Kabeljauwse verbondsakte, waarmee zij aangaven dat Willem V landsheer moest worden zonder de betalingsverplichting aan zijn moeder.
De meest geaccepteerde verklaring is dat de naam "Kabeljauwen" verwijst naar het wapen van het geslacht Beieren, waartoe Willem V en zijn moeder Margaretha behoorden. Dit wapen bestond uit blauw-witte ruiten (ruitvormige patronen) die deden denken aan de schubben van een vis, zoals een kabeljauw. De aanhangers van Willem V, die de Kabeljauwen werden genoemd, zouden deze naam hebben aangenomen als een symbolische verwijzing naar hun loyaliteit aan het Beierse huis. De tegenpartij, de Hoeken, zou hun naam hebben afgeleid van de "hoek" (haak), waarmee kabeljauwen gevangen worden, als een spottende of strategische tegenhanger.
Hoewel enkele steden zoals Delft zich direct bij de Kabeljauwen aansloten, werd op 5 september een tegenverbond gesloten door de Hoeken, die Margaretha steunden. De naam Hoeken is afgeleid van het woord hoek, dat haak betekent, en waarmee je vissen, in dit geval 'kabeljauwen', kunt vangen. Deze aanhang van Margaretha van Beieren bestond uit de plattelandsadel.
In februari 1351 werd Willem V door de Kabeljauwen ontvoerd en vanuit Aat naar Delft overgebracht. Het kwam dat jaar tot zware gevechten. Willem trok met zijn aanhangers op veldtocht langs zeventien kastelen van Hoekse edelen, om ze vervolgens te plunderen en te verbranden (maart/april Beleg van Medemblik (1351)). Daarbij zou voor het eerst in de Nederlanden buskruit zijn gebruikt. Margaretha kreeg tijdelijk steun van haar zwager, koning Eduard III van Engeland, en in juni volgde de zeeslag bij Veere, in juli de Slag bij Zwartewaal. Willem V had aan het einde van het jaar de heerschappij in handen in Holland en Zeeland (oktober/augustus Beleg van Geertruidenberg (1351-1352)). De steden kregen meer zeggenschap, net als de edelen die hem hadden gesteund.
Veel Hoekse edelen, onder wie de adellijke families Wassenaer, Polanen, Brederode, Kralingen en Raaphorst, leefden in ballingschap. Hier kwam een einde aan toen Willem en Margaretha in 1354 vrede sloten na bemiddeling van Eduard III van Engeland.
Nadat Margaretha in 1356 overleed, erfde Willem ook het graafschap Henegouwen. Willem had de steden veel privileges moeten geven voor hun steun, maar met het traktaat De cura reipublicae et sorte principantis van Filips van Leiden als theoretische grondslag trok hij een aantal van deze privileges in.

### Albrecht van Beieren 1358-1359, 1392

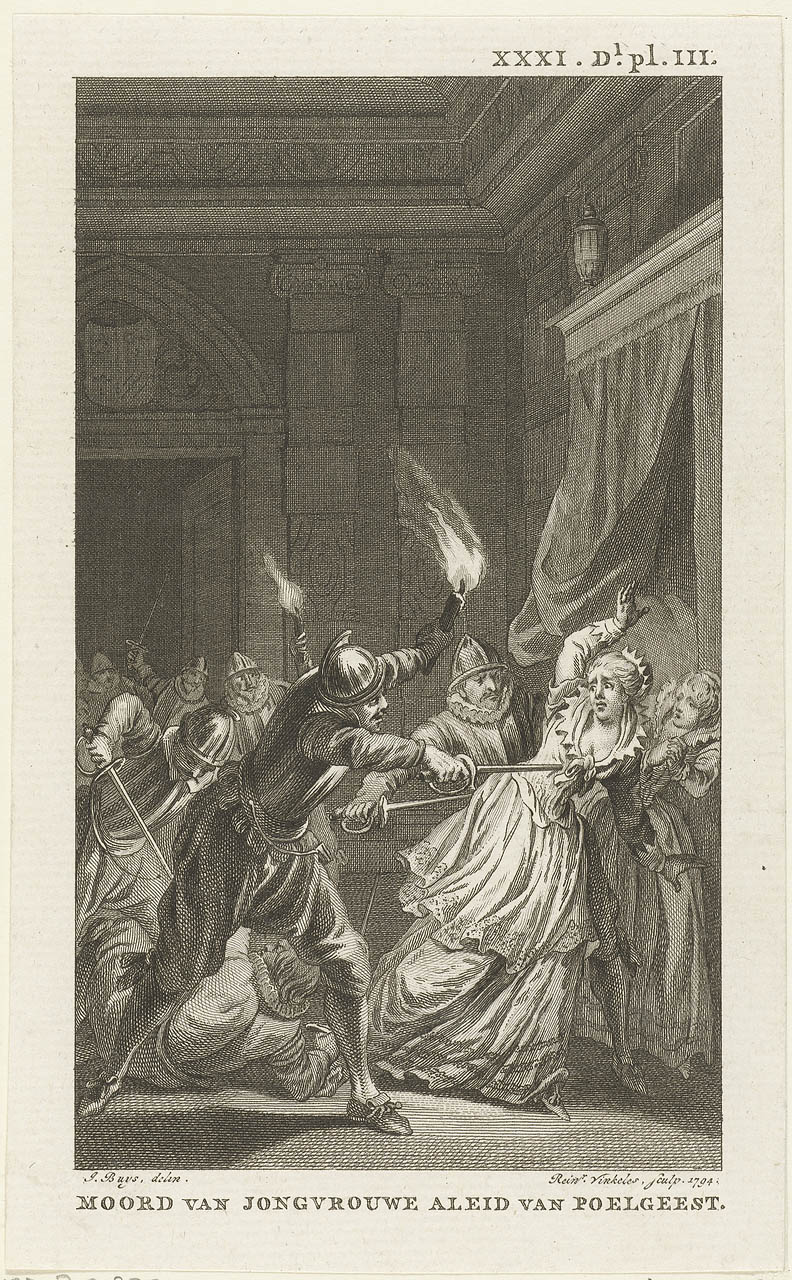
Gravure van Reinier Vinkeles en Jacobus Buys uit 1794. Jonkvrouw Aleid van Poelgeest 's nachts in haar slaapkamer vermoord door Hoekse soldaten met fakkels, 22 september 1392.

Nadat Willem V krankzinnig was geworden, nam Albrecht van Beieren in 1358 de macht van zijn broer over. Hij brak het verzet van Floris van Borselen, belegerde Heusden en Heemskerk, liet Rotterdam versterken als steunpunt en veroverde Delft tijdens het Beleg van Delft (1359). Delft had ondertussen de Hoekse kant gekozen.
Toen in 1392 de minnares van graaf Albrecht, Aleid van Poelgeest, door Hoeken in Den Haag werd vermoord, nam graaf Albrecht wraak door kastelen van Hoekse edelen te vernietigen.

## Partijen, naamvorming en aanhang

Wapen van Beieren

Edelen en steden kozen al snel partij. De keuze in het conflict had vaak te maken met bestaande spanningen tussen bepaalde gebieden. Het gebeurde regelmatig dat steden of edelen overliepen naar de andere partij, zoals de Van Wassenaers.
Toch was de aanhang van de Hoeken die de zaak van Margaretha II van Henegouwen verdedigden veelal te vinden onder de adel. De Kabeljauwen, de aanhang van graaf Willem V bestond vooral uit burgers. Na verloop van tijd werden de Kabeljauwen - de groep die aanvankelijk in opstand kwam tegen de leidende families - gezien als de gevestigde orde.
Er zijn meerdere suggesties voor het ontstaan van de namen. De Kabeljauwen werden zo genoemd, omdat het wapen van het geslacht Beieren aan de schubben van een vis doet denken. Een andere verklaring was dat kabeljauwen naarmate ze groter worden steeds meer gaan eten, waardoor ze nog weer groter en sterker worden en weer meer gaan eten. De tegenstanders van graaf Willem V kregen de naam Hoeken, omdat met een Hoek (=Haak) kabeljauwen gevangen konden worden.
Het vermoedelijke motief van de aanslag op Albrechts minnares Aleid van Poelgeest en zijn meesterknaap Willem Cuser door Hoekse edelen, waardoor de twisten verhevigden, was een conflict tussen Albrecht van Beieren en de leiders van de moordpartij, Dirk en Philips de Blote, over het erfrecht in verband met de heerlijkheid "Ter Hoecke" bij Rijswijk. Albrecht had de heerlijkheid in bezit gekregen na het kinderloos overlijden van een familielid van Dirk de Blote en geschonken aan Aleid.

## Jacoba's veldtocht

### Jacoba  en Jan van Beieren 1417-1425

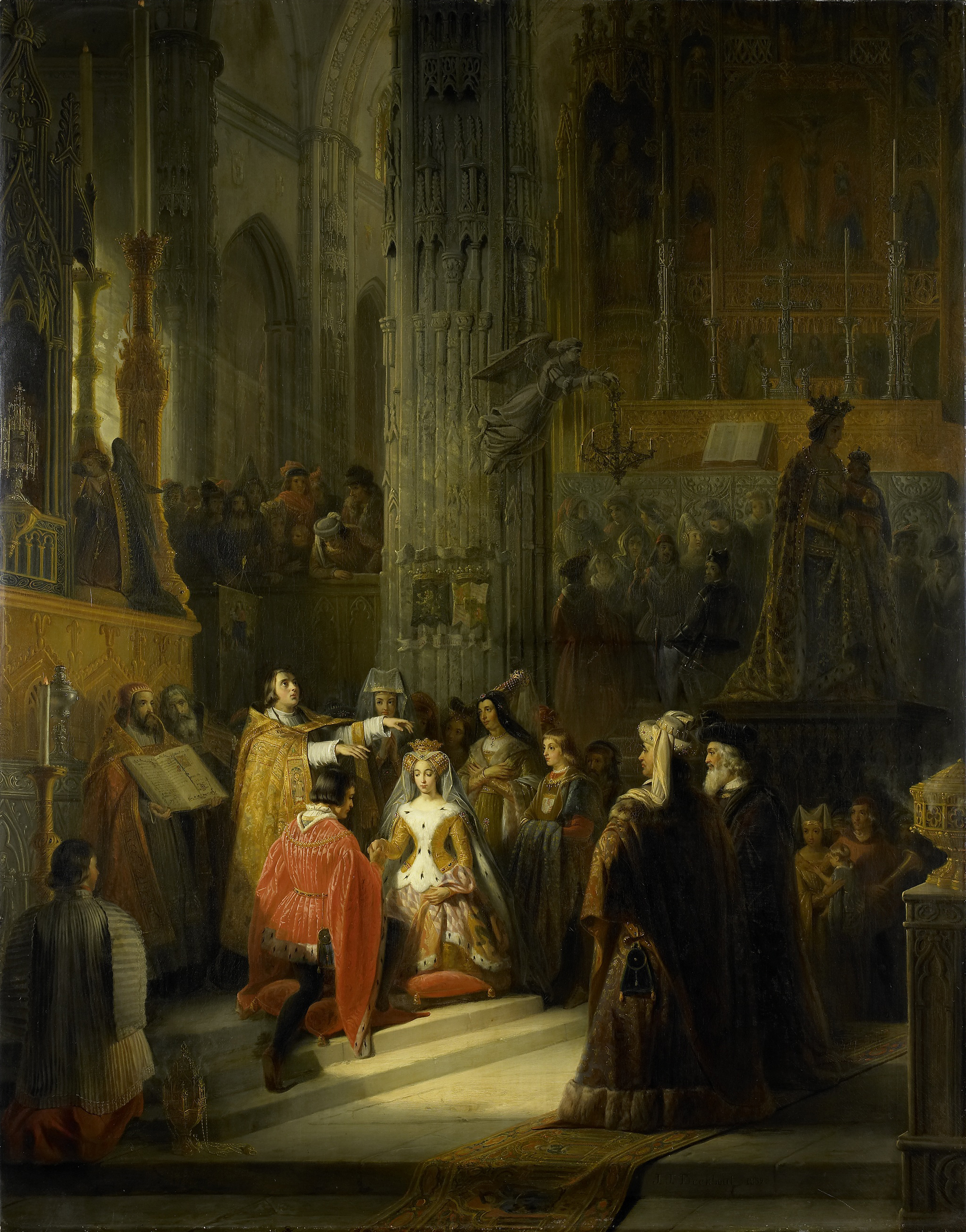
Het huwelijk van Jacoba van Beieren, gravin van Holland, en Jan IV, hertog van Brabant, op 10 maart 1418

Na het overlijden van graaf Willem VI, zoon van Albrecht, in 1417 ging de strijd meer tussen voor- (Kabeljauwen) en tegenstanders (Hoeken) van Bourgondië. Willem VI werd opgevolgd door zijn enig kind, de 16-jarige dochter Jacoba van Beieren. Willem van Arkel maakte gebruik van het machtsvacuüm en veroverde Gorinchem, maar stadshouder Walraven I van Brederode heroverde de stad (Beleg van Gorinchem (1417)). Niet zonder reden wordt wel beweerd dat zij de fout maakte te eenzijdig op de Hoekse partij te steunen, waardoor zij haar als vrouw toch al zwakke positie verder verslechterde. Haar oom, de niet-gewijde bisschop-elect van Luik, Jan van Beieren, liet dan ook zijn aanspraken op de macht in Holland gelden en koos partij voor de Kabeljauwen, die in drommen naar hem overliepen. Om haar machtspositie te versterken, trouwde ze in 1418 met haar neef in de vierde graad Jan IV van Brabant.
In juni/augustus 1418 belegerde Jacoba met haar man vruchteloos Dordrecht (Beleg van Dordrecht (1418)), in oktober veroverde Jan van Beieren Rotterdam met Kabeljauwse hulp (Inname van Rotterdam (1418)). Rotterdam had sinds het overlijden van Willem VI partij gekozen voor Jacoba van Beieren. In 1420 werd na het beleg van Leiden, waar burggraaf Filips van Wassenaer aan de Hoekse kant stond, Leiden veroverd en later dat jaar Geertruidenberg, waar Dirk van der Merwede burggraaf was (Beleg van Geertruidenberg (1420)). In 1421 ontsnapt Jacoba naar Engeland, waar zij in 1423 in het huwelijk trad met Humphrey van Gloucester, regent over zijn neef de minderjarige Hendrik VI van Engeland.
Jan van Beieren overleed in 1425 en de gebieden Holland en Zeeland, die Jan van Brabant eerder verpand had aan Jan van Beieren (Zoen van Woudrichem), kwamen weer bij Jan van Brabant terecht. Echter, onder druk van Filips de Goede, stelde hij in 1425 Filips aan als ruwaard en erfgenaam. Zo zouden de graafschappen aan de hertog van Bourgondië toevallen als Jan kinderloos zou sterven. Dit betekende feitelijk dat deze gebieden onder het gezag van hertog Filips van Bourgondië kwamen.

### Jacoba en Filips de Goede 1425-1428

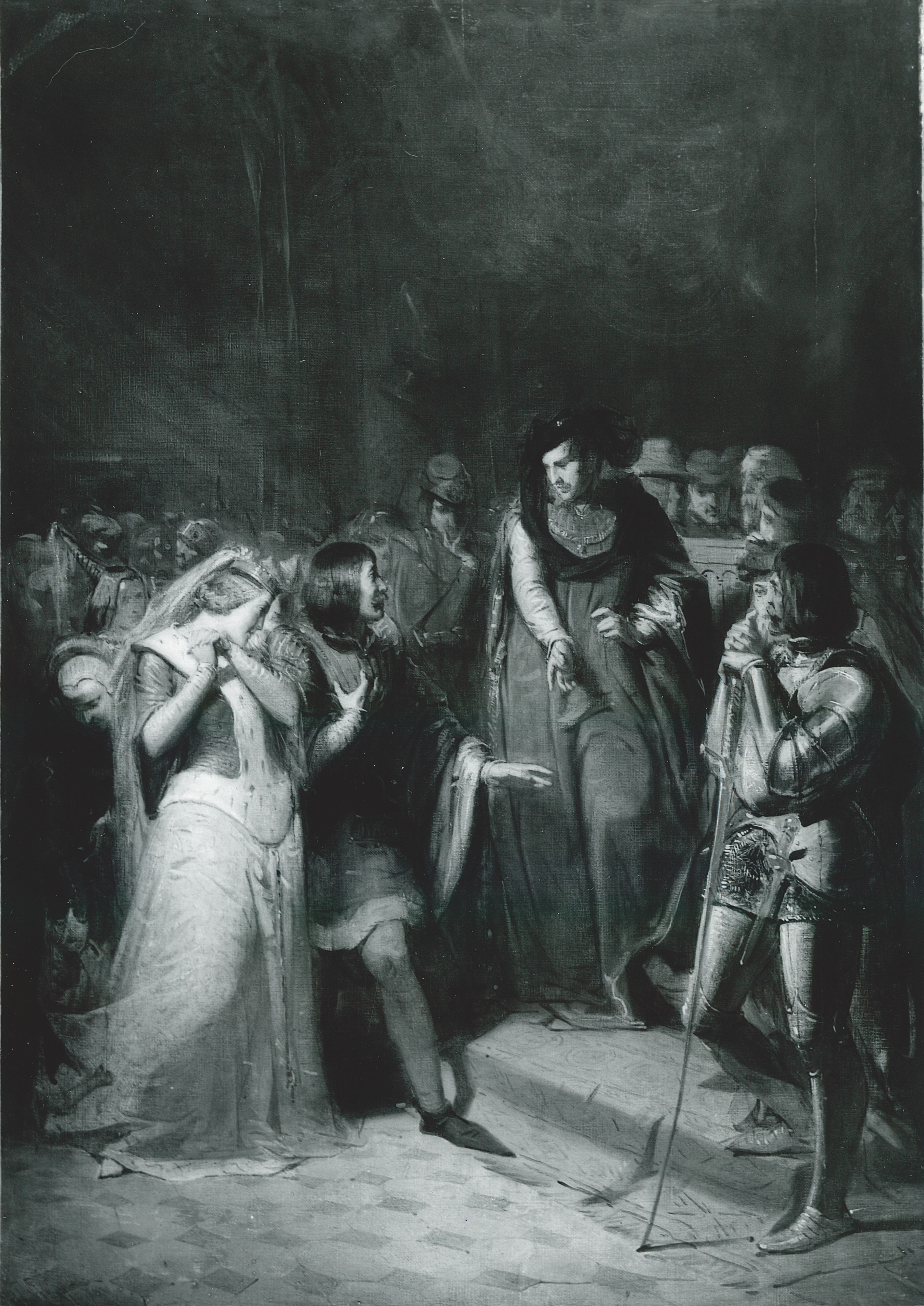
Verzoening in Delft (1428) tussen Filips de Goede en Jacoba van Beieren, tekening Johannes Egenberger.

In 1425 na het beleg van Bergen door Jan IV van Brabant werd Jacoba van Beieren gevangengezet in kasteel Gravensteen (Gent). Ze wist echter in augustus van dat jaar te ontsnappen met de hulp van Alard Spiering en Dirk van der Merwede. Ze vluchtte vervolgens via Antwerpen naar Woudrichem en Schoonhoven, waar ze door middel van vele Hoekse aanhangers een vestingsdriehoek oprichtte (Schoonhoven-Gouda-Oudewater). Hieraan vooraf ging het beleg van Schoonhoven, waarbij ze Jan IV van Brabant financieel te gronde richtte door zijn militaire onkunde. Bij de Slag bij Alphen wist ze haar neef, Filips de Goede, met haar Hoekse medestanders een politieke dreun te verkopen.
In januari 1426 leed Jacoba een gevoelige nederlaag met de Slag bij Brouwershaven en was het de laatste steun die ze verkreeg van haar derde echtgenoot Humphrey van Gloucester.
In Noord-Holland ontstond in 1426 een verdere kentering. Het beleg van Haarlem (1426) in april werd afgebroken voor de verdediging van Gouda bij de tweede Slag bij Alphen aan den Rijn op 30 april 1426. Nadat Jacoba van Beieren de onschuldige Hoornse burgemeesterszoon Jan Lambertsz. Cruyf in Delft ter dood liet veroordelen, koos Hoorn partij voor Filips van Bourgondië. De Kennemers, die al lang op gespannen voet met de opstandige West-Friezen stonden, pikten dit niet en probeerden Hoorn te verslaan. De eerste veldslag bij de Oudijk werd door Hoorn verloren. De dag erop werd Hoorn echter door troepen van Filips uit Amsterdam gesteund, en werden de Kennemers bij de Noorderpoort definitief verslagen (zie: Slag bij Hoorn, 22 augustus 1426). Enkele dagen later maakte Filips een toer door Noord-Holland, waarbij alle West-Friese en Waterlandse steden zijn kant kozen. Noord-Holland werd deel van het Bourgondische rijk. Jacoba van Beieren zag zich hierop genoodzaakt zich terug te trekken naar Gouda.
Jacoba probeerde opnieuw voet aan de grond te krijgen in Holland door steun aan de Utrechtse bisschop Rudolf van Diepholt te verlenen met het beleg van Amersfoort en liet de Waddeneilanden afstropen op Hoekse medestanders; haar rebellen werden echter tegengehouden met de zeeslag bij Wieringen.
In mei 1428, na het beleg door een enorme Bourgondische legermacht en de capitulatie van Gouda, sloten  Philips van Bourgondië en Jacoba van Beieren op 3 juli 1428 vrede met de Zoen van Delft. De Zoen van Delft betekende feitelijk capitulatie van Jacoba van Beieren.

## De twisten in het Sticht 1481-1483
De twisten waaiden over naar het Sticht Utrecht. Al bleef het vrij rustig tussen 1430 en 1450, de factiestrijd bleef toch broeien binnen de bevolkingsstromingen. Het waren de groeiende Bourgondische macht van Filips de Goede tezamen met de Hollandse Kabeljauwen, die David van Bourgondië door de paus in 1456 tot bisschop benoemd wisten te krijgen, in het nadeel van Gijsbrecht van Brederode, die de voorkeur had van de steden van Oversticht en het kapittel van Utrecht. Zo ontstond het Beleg van Deventer (1456) en tussen 1456 en 1458 de Eerste Utrechtse Burgeroorlog, waarna bisschop David van Bourgondië de gebroeders Reinoud II en Gijsbrecht van Brederode gevangennam op zijn slot Kasteel Duurstede. Van 1481 tot 1483, tijdens de Tweede Utrechtse Burgeroorlog, leidde Jan III van Montfoort de opstand en kreeg hij militaire steun van Johan II van Kleef toen het sticht zijn jongere broer Engelbrecht van Kleef tot bisschop benoemde. Joost van Lalaing stadhouder van Holland en Zeeland steunde David van Bourgondië in zijn strijd en met het Beleg van Utrecht (1483) veroverde regent over de Nederlanden Maximiliaan I van Oostenrijk Utrecht en behield David zijn positie.

## Jonker Fransoorlog 1488-1490
In 1482, na de dood van Maria van Bourgondië, verzetten de Hoeken zich tegen de benoeming van haar man Maximiliaan van Oostenrijk als regent der Nederlanden. In plaats van Maximiliaan koos in 1488 een driekoppige commissie van de Hoekse edelen, Walraven II van Brederode, Jan van Naaldwijk en Zweder van Montfoort, Frans van Brederode als leider. Deze Jonker Frans wist in 1488 Rotterdam te veroveren en probeerde van daaruit tevergeefs steden als Delft, Gouda en Schiedam in te nemen. Hierbij kreeg hij hulp uit het Hertogdom Gelre, waarbij een ervaren veldheer uit Gelre genaamd Reynier van Broeckhuysen hem steunde. Nadat Frans van Brederode gevangen was genomen en kort daarop in 1490 overleed, werden deze twisten beëindigd.
Het bestaan van partijschappen in het laat-middeleeuwse graafschap Holland stond niet op zichzelf. In andere delen van de Lage Landen kwamen in deze periode soortgelijke facties en twisten voor. In Friesland stonden de Vetkopers tegenover de Schieringers, in Gelre de Bronckhorsten tegenover de Heeckerens en in Vlaanderen de Leliaerts tegenover de Klauwaerts.

## Aanvoerders tijdens de twisten
HOEKEN 
- Margaretha II van Henegouwen
- De heren van Brederode, onder andere Dirk III
- Jan II van Polanen
- Willem van Duivenvoorde
- Jan van Heemstede
- Jan van Heenvliet
- Albrecht van Beieren
- Hugo die Blote 1392-93
- Foyken Foykenszn, Heer van Waalwijk 1392-93
- Hendrik III van Naaldwijk
- Reinoud I van Brederode
- Jan van Drongelen
- Willem VI van Holland
- Jacoba van Beieren
- Walraven I van Brederode
- Floris III van Haamstede
- De heren van Wassenaer, onder andere Filips
- Willem van Brederode, admiraal onder Jacoba van Beieren
- Jan II van Montfoort
- Gerrit II van Poelgeest
- Dirk van der Merwede
- De heren van Cats
- Floris van Kijfhoek
- Gerrit II van Strijen
- Willem Nagel
- Arnoud Spiering van Aalburg
- Eduard van Hoogwoud
- Dirk van Hodenpyl
- Rudolf van Diepholt, Hoeks bisschop
- Gijsbrecht van Brederode, Hoeks bisschop-elect
- Reinoud II van Brederode
- Jan III van Montfoort
- Engelbrecht van Kleef
- Johan II van Kleef
- Walraven II van Brederode
- Frans van Brederode
- Joris van Brederode
- Hendrik van Zuylen van Nijevelt

 KABELJAUWEN 
- Willem V van Holland
- De heren van Egmont, onder andere Jan I
- Claes van Swieten, zijn overlijden leidde tot het "Kabeljauwse verbond"
- Gerard III van Heemskerk
- De heren van Arkel, onder andere Jan IV en Otto
- Gijsbrecht II van Nijenrode
- Hendrik van der Woerd, 1358-'59
- Jan van Kervena, 1358-'59
- Wouter van Heemskerk, 1358
- Johan van Zuylen van Natewisch
- Brunstijn van Herwijnen
- Pouwels van Haastrecht
- De heren van Borssele onder andere Floris
- Jan VI van Beieren
- Jan II van Egmont
- Jan V van Arkel en Willem
- De heren van Abcoude, alias van Gaasbeek : Zweder en zijn zoon Jacob
- Willem van IJzendoorn of Isendoorn betrokken bij het Beleg van Gorinchem in 1417, kleinzoon Willem II de Cock van Weerdenburg
- Filips de Goede (was geen partijaanhanger, maar steunde merendeels de kabeljauwse zijde)
- Albrecht Beiling, bekend om zijn levende begrafenis
- Jacob van Borselen
- De heren van Uitkerke, onder andere Roeland en Jan
- De heren van Buren, onder andere Otto en Alard
- Willem van den Coulster, kastelein van Schoonhoven 1425
- De heren van Lisse, onder andere Floris en Maarten
- Jan de Villiers
- David van Bourgondië, Bourgondische (Kabeljauwsgezinde) bisschop
- Maximiliaan van Oostenrijk
- Jan van Schaffelaar (sprong van de toren van Barneveld)
- Joost van Lalaing, stadhouder v Holland 1480-83
- Frederik van Egmont
- Jan III van Egmont, stadhouder v Holland 1483-1515
- Arent Vranckenzn van de Meer, dijkgraaf van Schieland en burgemeester-schout van Delft